# Championnat du monde masculin de handball 1970
Navigation
Suède 1967 Allemagne de l'Est 1974
Le Championnat du monde masculin de handball 1970 est la 7e édition du Championnat du monde masculin de handball qui a lieu en France du 26 février au 8 mars 1970.
Organisé pour la première fois par la France, ce championnat du monde connaît un succès sportif et populaire puisque plus de 100 000 spectateurs assistent, dans 24 villes, aux différentes rencontres de ce tournoi mondial.
La finale se déroule devant 7 500 spectateurs le 8 mars à Paris dans le Palais des sports de la porte d'Ivry. La Roumanie a besoin de deux prolongations pour écarter l'Allemagne de l'Est (13-12). La Yougoslavie complète le podium après sa large victoire (29-12) face au Danemark, tombeur en quart de finale du tenant du titre tchécoslovaque.

## Présentation

### Choix du pays hôte
La candidature de la France a reçu un avis favorable de la Fédération internationale de handball à l'été 1966, bien que la France ait fait une réserve en raison de l'absence d'une grande salle à Paris. La décision définitive ne censée être prise qu'à l'occasion du championnats du monde en Suède en janvier 1967. 

### Qualifications
Les 28 fédérations (soit 3 de plus qu'en 1967) se sont inscrites dans le délai pour disputer ce championnat du monde :
- Allemagne de l'Est
- Allemagne de l'Ouest
- Autriche
- Belgique
- Bulgarie
- Canada
- Danemark
- Espagne
- États-Unis
- Finlande
- France
- Hongrie
- Islande
- Israël
- Japon
- Luxembourg
- Maroc
- Norvège
- Pays-Bas
- Pologne
- Portugal
- Roumanie
- Suède
- Suisse
- Tchécoslovaquie
- Tunisie
- Union soviétique
- Yougoslavie

Plusieurs formules ont été proposées pour déterminer les seize équipes qualifiées. Dans un premier temps, les trois pays qualifiés d'office (Tchécoslovaquie tenante du titre, France organisatrice et Japon unique représentant de l'Asie) devaient être rejoints par 13 autres équipes au terme d'oppositions directes. Un mois plus tard, une deuxième formule est proposée : le Maroc est alors la quatrième équipe directement qualifiée (probablement en conséquence d'un forfait de la Tunisie), les États-Unis sont opposés au Canada tandis que les autres équipes sont réparties dans 7 groupes de 3 équipes. Toutes ces séries de rencontres devaient être terminées avant le 1er avril 1969 mais entre-temps, l'invasion de la Tchécoslovaquie en août 1968 a remis en cause cette organisation : lors du congrès de la Fédération internationale de handball à Amsterdam des 30 et 31 août, il a notamment été voté un report de 6 mois de ces éliminatoires
Finalement, dans sa réunion du 15 mars 1969 à Bâle, la Fédération internationale de handball a opté pour les modalités suivantes :
- cinq pays sont qualifiés d'office : 
  - le pays organisateur :  France
  - les trois premiers du Championnat du monde 1967 :  Tchécoslovaquie,  Danemark et  Roumanie
  - le représentant asiatique : le  Japon, unique représentant de l'Asie[3].
- le vainqueur du match entre les États-Unis et le Canada est qualifié ;
- les vingt autres pays doivent passer par des matchs aller et retour à l'occasion d'un tour préliminaire établi en tenant compte de la valeur des participants[7]. À noter que, contrairement au règlement en vigueur à l'époque, le représentant africain n'est finalement pas qualifié d'office et doit donc participer à un tour préliminaire[7]. Les résultats de ces éliminatoires sont[8],[9] :

| Équipe 1           | Score       | Équipe 2             | Aller   | Retour  |
| ------------------ | ----------- | -------------------- | ------- | ------- |
| Finlande           | 29 – 55     | Union soviétique     | 10 – 22 | 19 – 33 |
| Hongrie            | 52 – 26     | Bulgarie             | 29 – 11 | 23 – 15 |
| Norvège            | 61 – 12     | Belgique             | 26 – 06 | 35 – 06 |
| Yougoslavie        | 54 – 29     | Espagne              | 28 – 14 | 26 – 15 |
| Islande            | 48 – 31     | Autriche             | 28 – 10 | 20 – 21 |
| Pays-Bas           | 26 – 38     | Allemagne de l'Ouest | 16 – 16 | 10 – 22 |
| Suisse             | 33 – 19     | Luxembourg           | 11 – 10 | 22 – 09 |
| Allemagne de l'Est | 40 – 02     | Israël               | 35 – 02 | 05 – 0  |
| Suède              | forfait     | Portugal             | —       | —       |
| Pologne            | forfait     | Maroc                | —       | —       |
| États-Unis         | disqualifié | Canada               | 17 – 21 | 15 – 18 |

Finalement, seuls deux des seize participants ne sont pas européens : le Japon et les États-Unis.

### Lieux de compétition
Vingt-quatre villes (plus Tours initialement) accueillent la compétition, :
- pour la phase de poules,
  - la poule Sud-Ouest joue ses matchs à Angoulême et Bayonne (journée 1), Agen (J2) et Toulouse (J3) ;
  - la poule Atlantique devait jouer ses matchs à Quimper et Tours (journée 1), Saint-Nazaire et Nantes (J2) et Rennes (J3) et les a finalement joués à Quimper et Saint-Nazaire (journée 1), Rennes (J2) et Nantes (J3) ;
  - la poule Normandie joue ses matchs à Rouen et dans la Paris (journée 1), Amiens et Évreux (J2) et Caen (J3) ;
  - la poule Est devait jouer ses matchs à Hagondange et Nancy (journée 1), Metz et Strasbourg (J2) et Mulhouse (J3) et les a finalement joués à Longwy et Mulhouse (journée 1), Hagondange et Strasbourg (J2) et Metz (J3).
- pour la phase finale,
  - les quarts de finale ont lieu à Grenoble, Besançon, Orléans et Paris ;
  - les demi-finales ont lieu à Bordeaux et Lyon ;
  - les demi-finales de classement (battus des 1/4 de finales) ont lieu à Troyes et Évreux ;
  - les quatre finales (1-2, 3-4, 5-6 et 7-8) ont lieu à Paris ;
  - la poule de classement de la 9e à la 12e place a lieu à Paris.

## Phase de poules
Il n'y a eu véritablement qu'une seule grosse surprise dans cette phase de poule : la 3e place de l'URSS due à un goal average inférieur à celui de la Suède et de la RDA Dans cette poule A, la Norvège, qui n'a pas démérité, était toutefois éliminée conformément à la hiérarchie.
En poule B, la Tchécoslovaquie termine à la première place tandis que la Yougoslavie et le Japon, qui ont fait match nul, sont départagés à la différence de but générale au profit des Yougoslaves. Les États-Unis finit à la dernière place après trois grosses défaite. En poule C, les favoris (Allemagne de l'Ouest et Roumanie) devance logiquement la France et la Suisse. Un détail important, la première place de la RFA qui n'en voulait pas : cette place lui valut de rencontrer la RDA en quart de finale où elle fut éliminée. Enfin poule D, la Hongrie et le Danemark se qualifiaient sans histoire tandis que l'Islande prenait le meilleur sur la Pologne.

### Légende
- Qualifié pour les quarts de finale.
- Qualifié la poule de classement pour la 9e à 12e place.
- Éliminé de la compétition.

### Poule A
|   | Équipe             | Pts | J | G | N | P | Bp | Bc | Diff | Dép |
| - | ------------------ | --- | - | - | - | - | -- | -- | ---- | --- |
| 1 | Suède              | 4   | 3 | 2 | 0 | 1 | 30 | 27 | 3    | +1  |
| 2 | Allemagne de l'Est | 4   | 3 | 2 | 0 | 1 | 32 | 30 | 2    | 0   |
| 3 | Union soviétique   | 4   | 3 | 2 | 0 | 1 | 33 | 33 | 0    | -1  |
| 4 | Norvège            | 0   | 3 | 0 | 0 | 3 | 23 | 28 | -5   | -   |

| Date et lieu              | Équipe 1           | 0Score0 | Équipe 2           |
| ------------------------- | ------------------ | ------- | ------------------ |
| 26/02/1970, Saint-Nazaire | Allemagne de l'Est | 13 - 11 | Union soviétique   |
| 26/02/1970, Quimper       | Suède              | 08 - 06 | Norvège            |
| 28/02/1970, Rennes        | Union soviétique   | 10 - 09 | Norvège            |
| 28/02/1970, Rennes        | Suède              | 11 - 09 | Allemagne de l'Est |
| 01/03/1970, Nantes        | Allemagne de l'Est | 10 - 08 | Norvège            |
| 01/03/1970, Nantes        | Union soviétique   | 12 - 11 | Suède              |

### Poule B
|   | Équipe          | Pts | J | G | N | P | Bp | Bc | Diff |
| - | --------------- | --- | - | - | - | - | -- | -- | ---- |
| 1 | Tchécoslovaquie | 6   | 3 | 3 | 0 | 0 | 58 | 33 | 25   |
| 2 | Yougoslavie     | 3   | 3 | 1 | 1 | 1 | 66 | 41 | 25   |
| 3 | Japon           | 3   | 3 | 1 | 1 | 1 | 47 | 51 | -4   |
| 4 | États-Unis      | 0   | 3 | 0 | 0 | 3 | 32 | 78 | -46  |

| Date et lieu          | Équipe 1        | 0Score0 | Équipe 2    |
| --------------------- | --------------- | ------- | ----------- |
| 26/02/1970, Bayonne   | Tchécoslovaquie | 19 - 09 | Japon       |
| 26/02/1970, Angoulême | Yougoslavie     | 34 - 08 | États-Unis  |
| 28/02/1970, Agen      | Tchécoslovaquie | 23 - 09 | États-Unis  |
| 28/02/1970, Agen      | Yougoslavie     | 17 - 17 | Japon       |
| 01/03/1970, Toulouse  | Japon           | 21 - 15 | États-Unis  |
| 01/03/1970, Toulouse  | Tchécoslovaquie | 16 - 15 | Yougoslavie |

### Poule C
|   | Équipe               | Pts | J | G | N | P | Bp | Bc | Diff |
| - | -------------------- | --- | - | - | - | - | -- | -- | ---- |
| 1 | Allemagne de l'Ouest | 6   | 3 | 3 | 0 | 0 | 41 | 36 | 5    |
| 2 | Roumanie             | 4   | 3 | 2 | 0 | 1 | 48 | 31 | 17   |
| 3 | France               | 2   | 3 | 1 | 0 | 2 | 36 | 39 | -3   |
| 4 | Suisse               | 0   | 3 | 0 | 0 | 3 | 29 | 48 | -19  |

| Date et lieu       | Équipe 1             | 0Score0 | Équipe 2 |
| ------------------ | -------------------- | ------- | -------- |
| 26/02/1970, Paris  | Roumanie             | 12 -09  | France   |
| 26/02/1970, Rouen  | Allemagne de l'Ouest | 11 - 10 | Suisse   |
| 28/02/1970, Amiens | Roumanie             | 22 - 07 | Suisse   |
| 28/02/1970, Évreux | Allemagne de l'Ouest | 15 - 12 | France   |
| 01/03/1970, Caen   | France               | 15 - 12 | Suisse   |
| 01/03/1970, Caen   | Allemagne de l'Ouest | 15 - 14 | Roumanie |

Parmi les résultats, ceux de la France sont :
- à Paris, Roumanie bat France 12-9
  - Arbitres : MM. Rodil et Ovdal (Danemark).
  -  Roumanie
    - Gardiens : Penu, Dinca.
    - Joueurs de champ : Kicsid (3), Licu (2), Nica, Popescu, Gațu, Oțelea, Moldovan (2 sur pénalty), Gruia (5), Marinescu, Birtalan.

  -  France
    - Gardiens : B. Sellenet.
    - Joueurs de champ : R. Richard (1), Gallant, M. Richard (2), Germain (1), Aggoune, Etcheverry (1), A. Sellenet (2), Portes (1), Carité, Nita (1).
- à Évreux, Allemagne de l'Ouest bat France 15-12
  - Arbitres : MM. Rodil et Ovdal (Danemark).
  -  Allemagne de l'Ouest
    - Gardiens : Bode, Rathjen.
    - Joueurs de champ : Brandt (1), Feldhoff (1), Finkelmann (1), Lübking (3), Möller (2), Müller (4), Neuhaus, Rogge, Schmidt (3), Wehnert.

  -  France
    - Gardiens : Férignac, Laplagne.
    - Joueurs de champ : R. Richard (1), Gallant (2), Druais (2), Germain, Aggoune (2), Nita (2), Etcheverry (1), Portes (1), Carité (1), Lelarge.
- à Caen, France bat Suisse 15-12
  - Arbitres : MM. Pason (Pologne), et Keszhelyi (Hongrie).
  -  France
    - Gardiens : B. Sellenet, Laplagne.
    - Joueurs de champ : R. Richard (1), Gallant (2), M. Richard (5), Druais, Germain, Nita, Etcheverry (3), A. Sellenet (4), Portes, Carité.

  -  Suisse
    - Gardiens : Funk, Eisen.
    - Joueurs de champ : Blaser (1), Grundmann (1), Gygax (3), Kron (1), Meier, Notter (4), Rudolf (1), Santini, Schweingruber, Wagner (1).

### Poule D
|   | Équipe   | Pts | J | G | N | P | Bp | Bc | Diff |
| - | -------- | --- | - | - | - | - | -- | -- | ---- |
| 1 | Hongrie  | 6   | 3 | 3 | 0 | 0 | 58 | 37 | 21   |
| 2 | Danemark | 4   | 3 | 2 | 0 | 1 | 61 | 53 | 8    |
| 3 | Islande  | 2   | 3 | 1 | 0 | 2 | 43 | 56 | -13  |
| 4 | Pologne  | 0   | 3 | 0 | 0 | 3 | 43 | 59 | -16  |

| Date et lieu           | Équipe 1 | 0Score0 | Équipe 2 |
| ---------------------- | -------- | ------- | -------- |
| 26/02/1970, Longwy     | Danemark | 23 - 16 | Pologne  |
| 26/02/1970, Mulhouse   | Hongrie  | 19 - 09 | Islande  |
| 28/02/1970, Hagondange | Danemark | 19 - 13 | Islande  |
| 28/02/1970, Strasbourg | Hongrie  | 15 - 9  | Pologne  |
| 01/03/1970, Metz       | Islande  | 21 - 18 | Pologne  |
| 01/03/1970, Metz       | Hongrie  | 24 - 19 | Danemark |

## Phase finale
|  | Quarts de finale     | Quarts de finale   |                    |                | Demi-finales           | Demi-finales           |    |  | Finale         | Finale         |
|  | Quarts de finale     | Quarts de finale   |                    |                | Demi-finales           | Demi-finales           |    |  | Finale         | Finale         |
|  |                      |                    |                    |                |                        |                        |    |  |                |                |
|  | 3 mars à Paris       | 3 mars à Paris     |                    |                | 5 mars à Lyon          | 5 mars à Lyon          |    |  | 8 mars à Paris | 8 mars à Paris |
|  | 3 mars à Paris       | 3 mars à Paris     |                    |                | 5 mars à Lyon          | 5 mars à Lyon          |    |  | 8 mars à Paris | 8 mars à Paris |
|  | Roumanie             | 15                 |                    |                | 5 mars à Lyon          | 5 mars à Lyon          |    |  | 8 mars à Paris | 8 mars à Paris |
|  | Roumanie             | 15                 |                    |                | 5 mars à Lyon          | 5 mars à Lyon          |    |  | 8 mars à Paris | 8 mars à Paris |
|  | Suède                | 13                 |                    |                | 5 mars à Lyon          | 5 mars à Lyon          |    |  | 8 mars à Paris | 8 mars à Paris |
|  | Suède                | 13                 | Roumanie           | 18             |                        |                        |    |  | 8 mars à Paris | 8 mars à Paris |
|  | 3 mars à Besançon    |                    | Roumanie           | 18             |                        |                        |    |  | 8 mars à Paris | 8 mars à Paris |
|  |                      | Danemark           | 12                 |                |                        |                        |    |  | 8 mars à Paris | 8 mars à Paris |
|  | Danemark             | Danemark           | 12                 | 18             |                        |                        |    |  | 8 mars à Paris | 8 mars à Paris |
|  | Danemark             |                    |                    | 18             |                        |                        |    |  | 8 mars à Paris | 8 mars à Paris |
|  | Tchécoslovaquie      | 16                 |                    |                |                        |                        |    |  | 8 mars à Paris | 8 mars à Paris |
|  | Tchécoslovaquie      | 16                 | Roumanie           | 13a2p          |                        |                        |    |  |                |                |
|  | 3 mars à Orléans     |                    | Roumanie           | 13a2p          |                        |                        |    |  |                |                |
|  |                      | Allemagne de l'Est | 12                 |                |                        |                        |    |  |                |                |
|  | Allemagne de l'Est   | Allemagne de l'Est | 12                 | 18ap           |                        |                        |    |  |                |                |
|  | Allemagne de l'Est   | 5 mars à Bordeaux  |                    | 18ap           |                        |                        |    |  |                |                |
|  | Allemagne de l'Ouest | 17                 |                    |                |                        |                        |    |  |                |                |
|  | Allemagne de l'Ouest | 17                 | Allemagne de l'Est | 17             |                        |                        |    |  |                |                |
|  | 3 mars à Grenoble    | 3 mars à Grenoble  | Allemagne de l'Est | 17             | Match pour la 3e place | Match pour la 3e place |    |  |                |                |
|  | 3 mars à Grenoble    | 3 mars à Grenoble  |                    | Yougoslavie    | Match pour la 3e place | Match pour la 3e place | 13 |  |                |                |
|  | Yougoslavie          | 11                 | 7 mars à Paris     | 7 mars à Paris |                        |                        | 13 |  |                |                |
|  | Yougoslavie          | 11                 | 7 mars à Paris     | 7 mars à Paris |                        |                        |    |  |                |                |
|  | Hongrie              | 10                 |                    | Danemark       | 12                     |                        |    |  |                |                |
|  | Hongrie              | 10                 |                    | Danemark       | 12                     |                        |    |  |                |                |
|  |                      |                    |                    |                |                        |                        |    |  | Yougoslavie    | 29             |
|  |                      |                    |                    |                |                        |                        |    |  | Yougoslavie    | 29             |

### Quarts de finale
Les faits notables de ces quarts de finale sont : 
- la victoire Roumaine s'est comme à l'ordinaire forgée en première mi-temps, les Suédois se montrent surtout menaçants — toutes proportions gardées — en fin de match ;
- les Danois ont pris leur revanche de la précédente finale en « sortant » les Tchèques, tenants du titre mondial ;
- la confrontation des deux Allemagnes s'est achevée au finish, après deux prolongations, par un but victorieux de l'Allemand de l'Est, Petzold.
- les équipes de Yougoslavie et de Hongrie se livrèrent un duel d'attente, qui se termina par la courte victoire des premiers nommés.

 Roumanie bat  Suède 15-13 (10-6)
- Roumanie : Gruia (5), Gațu (3), Kicsid (2), Moldovan (2 pen.), Oțelea (1), Goran (1), Gunesch (1).
- Suède[16] : Andersson (6, dont 4 pen.), Persson (3), Hard de Segerstadt (2), Carisson (1), L. Eriksson (1 pen.), Johansson (0).
- Arbitres : MM. Rosmanith et Schneider (Allemagne Ouest).

 Danemark bat  Tchécoslovaquie 18-16 (10-7)
- Danemark[17] : Arne Andersen (2), Graversen (6, dont 5 sur pen.), Heideman (2), Lund (1), Petersen (7).
- Tchécoslovaquie : Konečný (6, dont 3 pen.), Mareš (2), Kavan (3), Havlík (1), Beneš (3), Duda (1).
- Arbitres : MM. Singer et Hensel (Allemagne Est).

 Allemagne de l'Est bat  Allemagne de l'Ouest 18-17 (11-8, 16-16 à la fin du temps réglementaire)
- RDA : Langhoff (6, dont 4 pen.), Senger (1), Gernhofer (3), Randt (1), Petzold (1), Rost (5, dont 1 pen.), Zornack (1).
- RFA : Feldhoff (3, dont 1 pen.), Finkelmann (1 pen.), Munck (2), Lübking (5, dont 1 pen.), Möller (1), Müller (2), Schmidt  (3).
- Arbitres: MM. Dolezal et Vorreth (Tchéco.).

 Yougoslavie bat  Hongrie 11-10 (5-6)
- Yougoslavie : Žagmešter (3, dont 1 pen.), Horvath (1), Lavrnić (2), Pokrajac (2), Karalić (1), Milković (2).
- Hongrie[18] : L. Szabó, Horváth  – Fenyő (1), Kaló, Simó (1), J. Stiller (1), S. Vass (1), Marosi (2), Varga (2), Adorján (1), I. Szabó, Takács (1)
- Arbitres : MM. Rodil et Ovdal (Danemark).

### Demi-finales
A Lyon, les 8 500 spectateurs venus voir le favori toucher les épaules face aux Danois en ont été pour leurs frais. La Roumanie, malgré trois joueurs sortis (Nica, Gruia et Samungi), l'emporte par 18 à 12, après avoir mené d'un but à la mi-temps (9-8). À quelques secondes de la fin, Gunesch s'offrit même le luxe de mettre KO, Petersen, ce qui aurait pu lui coûter une suspension méritée en finale. Sur l'ensemble du match, les Roumains ont été supérieurs, Gruia inscrivant pour sa part, huit buts.
Lors de la première demi-finale, la Roumanie a battu le Danemark 18-12 (9-8) :
| 5 mars 1970 20h30 | Roumanie         | 18 - 12 | Danemark           | Lyon Affluence : 8 500 Arbitrage : Simanović et Valčić |
| 5 mars 1970 20h30 | Gheorghe Gruia 8 | (9-8)   | Petersen, Frandsen | Lyon Affluence : 8 500 Arbitrage : Simanović et Valčić |
| 5 mars 1970 20h30 | ×?               | FFHB    | ×?                 | Lyon Affluence : 8 500 Arbitrage : Simanović et Valčić |

- Roumanie : Gruia (8), Gunesch (3), Gațu (2), Kicsid (2), Samungi (2), Licu (1).
- Danemark[20] : Petersen (3, dont 1 pen.), Frandsen (3), A. Andersen (2), Graversen (2), Gaard (1), Heidemann (1).

A Bordeaux, la Yougoslavie, malgré Žagmešter et Pribanić n'a jamais eu le match en main contre une excellente équipe d'Allemagne de l'Est. L'équipe yougoslave n'a pris qu'une fois l'avantage à la marque, en ouvrant le score à la 5e minute. Ensuite, Karlheinz Rost, auteur de 10 buts, et ses équipiers ont opposé leur organisation à la précipitation et à l'énervement croissant de leurs adversaires :
| 5 mars 1970 20h30 | Allemagne de l'Est | 17 - 16 | Yougoslavie        | Bordeaux Arbitrage : Jamerstan et Larssen |
| 5 mars 1970 20h30 | Karlheinz Rost 10  | (8-6)   | Zlatko Žagmešter 5 | Bordeaux Arbitrage : Jamerstan et Larssen |
| 5 mars 1970 20h30 | ×?                 | FFHB    | ×?                 | Bordeaux Arbitrage : Jamerstan et Larssen |

- Allemagne de l'Est : Rost (10, dont 2 pen.), Randt (3), Zimmermann (2), Lakenmacher (1), Langhoff (1).
- Yougoslavie : Pribanić (3), Žagmešter (5, dont 4 pen.), Pokrajac (3), Karalić (1), Popović (1).

### Match pour la troisième place
Lors du match pour la troisième place, la Yougoslavie a battu le Danemark 29-12 (13-6) :
| 8 mars 1970 16h30 | Yougoslavie           | 29 - 12 | Danemark        | Palais des sports de la porte d'Ivry à Paris. Arbitrage : Rosmanith et Schneider |
| 8 mars 1970 16h30 | Lazarević et Horvat 6 | (13-6)  | Keld Andersen 3 | Palais des sports de la porte d'Ivry à Paris. Arbitrage : Rosmanith et Schneider |
| 8 mars 1970 16h30 | ×?                    | FFHB    | ×?              | Palais des sports de la porte d'Ivry à Paris. Arbitrage : Rosmanith et Schneider |

- Yougoslavie : Lazarević (6), Horvat (6), Žagmešter (4, dont 2 pen.), Pokrajac (4), Popović (3), Pribanić (2), Lavrnić (2), Milković (2).
- Danemark[21] : K. Andersen (3), Heidemann (2), Graversen (1 pen.), Petersen (1), Frandsen (1), A. Andersen (1), Gaard (1), Nielsen (1), B. Jørgensen (1), K. Jørgensen (0), Mortensen (0), G. Andersen (0).

### Finale
Après un départ en trombe des Allemands qui mènent 3-0 à la 9e minute, le Roumanie revient rapidement à 3-2 mais doit attendre la 46e minute pour prendre l'avantage pour la première fois sur un tir de Gruia (8-7) et donne alors le rôle de poursuivant à la RDA. A 30 secondes de la fin du temps réglementaire, Gruia tire inconsidérément au but, alors que son équipe était sur le point de l'emporter : sur la contre-attaque, les Allemands égalisent 10-10 et amènent les deux équipes en prolongations. Le même Gruia rachète sa faute en exécutant le gardien est-allemand dès le début de la prolongation puis marque le but décisif à la 75e minute (13-12, score final).
| 8 mars 1970 16h30 | Roumanie         | 13 - 12 (ap)  | Allemagne de l'Est | Palais des sports de la porte d'Ivry à Paris. Affluence : 7 500 Arbitrage : Janerstam et Larsson |
| 8 mars 1970 16h30 | Gheorghe Gruia 4 | (4-5, 10-10)  | Karlheinz Rost 3   | Palais des sports de la porte d'Ivry à Paris. Affluence : 7 500 Arbitrage : Janerstam et Larsson |
| 8 mars 1970 16h30 | Prol. : 2-2, 1-0 |               |                    | Palais des sports de la porte d'Ivry à Paris. Affluence : 7 500 Arbitrage : Janerstam et Larsson |
| 8 mars 1970 16h30 | ×4               | FFHB Timeline | ×2                 | Palais des sports de la porte d'Ivry à Paris. Affluence : 7 500 Arbitrage : Janerstam et Larsson |

| Roumanie - Gardiens de but : Penu, Dincă (NE) - Joueurs de champs : Gruia (4 buts), Gunesch (3 dont 1 pen.), Popescu (2 pen., ), Kicsid (2, ), Nica (1), Gațu (1), Samungi , Licu , Oțelea, Goran. - Entraîneur : Eugen Trofin. | Vidéo externe (fr) Résumé de la finale sur Youtube | Allemagne de l'Est - Gardiens de but : Frieske, Franke (NE) - Joueurs de champs : Rost (3 buts), Petzold (2 pen.), Senger (2), Zimmermann (2), Randt (2), Zörnack (1, ), Langhoff , Lakenmacher, Gernhöfer, Rose. - Entraîneur : Heinz Seiler. |
| Vidéo externe |                                                    | |
| | (fr) Résumé de la finale sur Youtube               | |

### Tournoi de classement de la5eà la8eplace
|  | Demi-finales de classement | Demi-finales de classement |                        |    | Match pour la 5e place | Match pour la 5e place |
|  | Demi-finales de classement | Demi-finales de classement |                        |    | Match pour la 5e place | Match pour la 5e place |
|  |                            |                            |                        |    |                        |                        |
|  | 5 mars à Troyes à 20h30    | 5 mars à Troyes à 20h30    |                        |    | 7 mars à Paris         | 7 mars à Paris         |
|  | 5 mars à Troyes à 20h30    | 5 mars à Troyes à 20h30    |                        |    | 7 mars à Paris         | 7 mars à Paris         |
|  | Allemagne de l'Ouest       | 15                         |                        |    | 7 mars à Paris         | 7 mars à Paris         |
|  | Allemagne de l'Ouest       | 15                         |                        |    | 7 mars à Paris         | 7 mars à Paris         |
|  | Hongrie                    | 13                         |                        |    | 7 mars à Paris         | 7 mars à Paris         |
|  | Hongrie                    | 13                         | Allemagne de l'Ouest   | 15 |                        |                        |
|  | 5 mars à Évreux à 20h30    |                            | Allemagne de l'Ouest   | 15 |                        |                        |
|  |                            | Suède                      | 14                     |    |                        |                        |
|  | Suède                      | Suède                      | 14                     | 12 |                        |                        |
|  | Suède                      |                            |                        | 12 |                        |                        |
|  | Tchécoslovaquie            | 11                         |                        |    |                        |                        |
|  | Tchécoslovaquie            | 11                         | Match pour la 7e place |    |                        |                        |
|  |                            |                            |                        |    |                        |                        |
|  | 8 mars à Paris à 19h30     |                            |                        |    |                        |                        |
|  |                            |                            |                        |    |                        |                        |
|  | Hongrie                    | 14                         |                        |    |                        |                        |
|  | Hongrie                    | 14                         |                        |    |                        |                        |
|  | Tchécoslovaquie            | 21                         |                        |    |                        |                        |
|  | Tchécoslovaquie            | 21                         |                        |    |                        |                        |

Lors du match pour la cinquième place, l'Allemagne de l'Ouest a battu la Suède 15-14 (8-8) : 
- Allemagne de l'Ouest : Schmidt (4), Wehnert (4), Lübking (3, dont 1 pen.), Feldhoff (2), Finkelmann (1 pen.), Möller (1).
- Suède : Carlsson (5), Andersson (4, dont 1 pen.), L. Eriksson (4), Jacobsson (1).
- Arbitres : MM. Dolezal et Vorreth (Tchéco.).

Lors du match pour la septième place, la Tchécoslovaquie a battu la Hongrie 21-14 (12-4) :
- Tchécoslovaquie : Konečný (6, dont 4 pen.), Mareš (5), Klimčík (2), Horváth (2), Duda (2), Herman (1), Havlík (1), Brůna (1), Katusak (1).
- Hongrie[18] : L. Szabó, Horváth  – Fenyő (1), Kaló (1), Simó (1), J. Stiller, Varga, Marosi (3, dont 1 pen.), S. Vass (3, dont 1 pen.), Takács (5, dont 2 pen.), Adorján, L. Kovács.
- Arbitres : MM. Ovdal et Rodil (Danemark).

### Poule de classement de la9eà la12eplace
Ces matches de classement sont joués en poule unique à Paris du 3 au 6 mars.
|    | Équipe           | Pts | J | G | N | P | Bp | Bc | Diff |
| -- | ---------------- | --- | - | - | - | - | -- | -- | ---- |
| 9  | Union soviétique | 6   | 3 | 3 | 0 | 0 | 72 | 41 | 31   |
| 10 | Japon            | 4   | 3 | 2 | 0 | 1 | 54 | 60 | -6   |
| 11 | Islande          | 2   | 3 | 1 | 0 | 2 | 53 | 56 | -3   |
| 12 | France           | 0   | 3 | 0 | 0 | 3 | 44 | 66 | -22  |

| Date et lieu      | Équipe 1         | 0Score0 | Équipe 2 |
| ----------------- | ---------------- | ------- | -------- |
| 03/03/1970, Paris | Union soviétique | 25 - 14 | France   |
| 03/03/1970, Paris | Japon            | 20 - 19 | Islande  |
| 04/03/1970, Paris | Union soviétique | 19 - 15 | Islande  |
| 05/03/1970, Paris | Japon            | 22 - 13 | France   |
| 06/03/1970, Paris | Union soviétique | 28 - 12 | Japon    |
| 06/03/1970, Paris | Islande          | 19 - 17 | France   |

## Classement final
Le classement final est :
| Rang                      | Équipe               | J | G | N | P | Bp  | Bc  | Diff |
| ------------------------- | -------------------- | - | - | - | - | --- | --- | ---- |
| Médaille d'or, monde      | Roumanie             | 6 | 5 | 0 | 1 | 94  | 68  | +26  |
| Médaille d'argent, monde  | Allemagne de l'Est   | 6 | 4 | 0 | 2 | 79  | 73  | +6   |
| Médaille de bronze, monde | Yougoslavie          | 6 | 3 | 1 | 2 | 119 | 80  | +39  |
| 4e                        | Danemark             | 6 | 3 | 0 | 3 | 103 | 116 | –13  |
| 5e                        | Allemagne de l'Ouest | 6 | 5 | 0 | 1 | 88  | 81  | +7   |
| 6e                        | Suède                | 6 | 4 | 0 | 2 | 70  | 67  | +3   |
| 7e                        | Tchécoslovaquie      | 6 | 4 | 0 | 2 | 106 | 77  | +29  |
| 8e                        | Hongrie              | 6 | 3 | 0 | 3 | 95  | 84  | +11  |
| 9e                        | Union soviétique     | 6 | 4 | 0 | 2 | 104 | 75  | +29  |
| 10e                       | Japon                | 6 | 3 | 1 | 2 | 101 | 111 | –10  |
| 11e                       | Islande              | 6 | 2 | 0 | 4 | 96  | 112 | –16  |
| 12e                       | France               | 6 | 1 | 0 | 5 | 80  | 105 | –25  |
| 13e                       | Norvège              | 3 | 0 | 0 | 3 | 23  | 28  | –5   |
| 14e                       | Pologne              | 3 | 0 | 0 | 3 | 43  | 59  | –16  |
| 15e                       | Suisse               | 3 | 0 | 0 | 3 | 29  | 48  | –19  |
| 16e                       | États-Unis           | 3 | 0 | 0 | 3 | 32  | 78  | –46  |

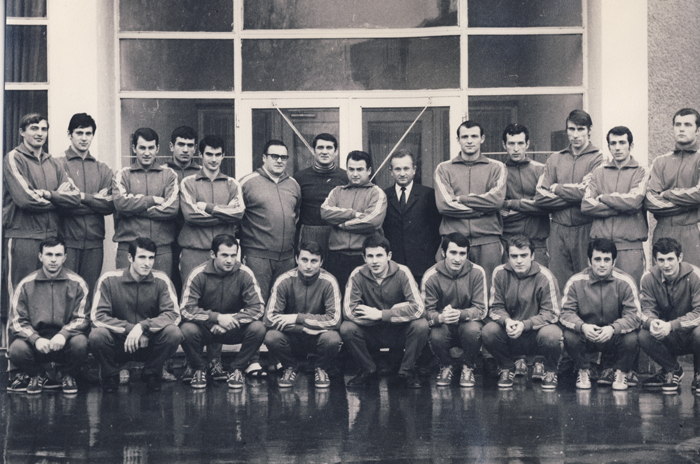
L'équipe de Roumanie, championne du monde 1970.

Les sept premières équipes sont qualifiées pour les Jeux olympiques de Munich en 1972. L'Allemagne de l'Ouest étant directement qualifiée en tant que pays hôte, la Hongrie est la septième équipe qualifiée à l'issue de la compétition.

## Statistiques
Les meilleurs buteurs de la compétition sont, :
| Rang | Joueur              | Nation             | Buts |
| ---- | ------------------- | ------------------ | ---- |
| 1    | Vladimir Maksimov   | Union soviétique   | 31   |
| 2    | Gheorghe Gruia      | Roumanie           | 30   |
| 3    | Karlheinz Rost (de) | Allemagne de l'Est | 29   |
| 4    | Hans Jorn Graversen | Danemark           | 27   |
| 5    | Zlatko Žagmešter    | Yougoslavie        | 22   |
| 5    | Branislav Pokrajac  | Yougoslavie        | 22   |
| 7    | Nobuyuki Iida       | Japon              | 21   |
| 8    | Björn Andersson     | Suède              | 20   |
| 8    | Jaroslav Konečný    | Tchécoslovaquie    | 20   |
| 8    | Minoru Kino         | Japon              | 20   |
| 8    | Michel Richard      | France             | 20   |

## Effectifs des équipes sur le podium

### Champion du monde:Roumanie

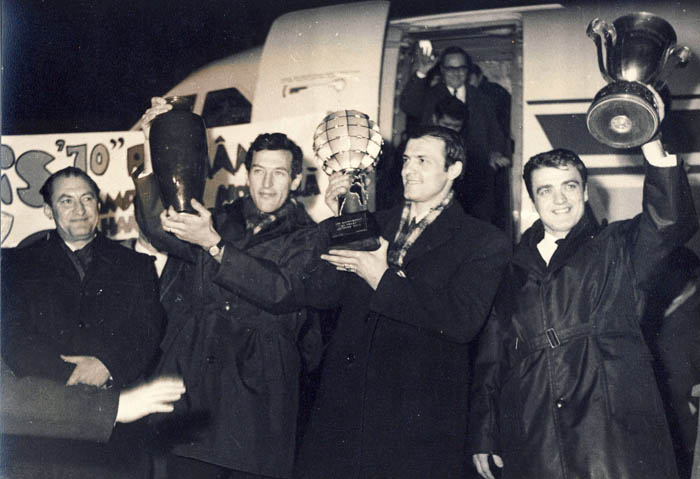
Penu, Gruia et Oțelea avec le trophée à leur retour en Roumanie.

L'effectif de l'équipe de Roumanie, championne du monde, est :
- Alexandru Dincă
- István Orbán
- Cornel Penu
- Ștefan Birtalan
- Cristian Gațu
- Gheorghe Goran
- Gheorghe Gruia
- Roland Gunesch (ro)
- Gavril Kicsid (ro)
- Gheorghe "Ghiţă" Licu
- Mihai Marinescu
- Titus Moldovan
- Cezar Nica
- Cornel Oțelea
- Ion Popescu
- Valentin Samungi

Entraîneurs
- Niculae Nedeff
- Eugen Trofin
- Oprea Vlase

### Vice-champion du monde:Allemagne de l'Est
L'effectif de l'équipe d'Allemagne de l'Est, vice-championne du monde, est :
- Reiner Frieske
- Klaus Prüsse
- Reiner Ganschow
- Klaus Langhoff
- Gerhard Gernhöfer
- Wolf-Dietrich Neiling
- Werner Senger
- Rainer Zimmermann
- Klaus Petzold
- Wolfgang Lakenmacher
- Josef  Rose
- Karlheinz Rost
- Harry Zörnack
- Horst Jankhöfer
- Peter Randt
- Klaus Franke

Entraîneur
- Heinz Seiler

### Troisième place:Yougoslavie
L'effectif de l'équipe de Yougoslavie, médaille de bronze, est :
- Abas Arslanagić
- Boris Kostić
- Dragutin Mervar
- Miroslav Pribanić (en)
- Zlatko Žagmešter (hr)
- Branislav Pokrajac
- Hrvoje Horvat
- Đorđe Lavrnić (en)
- Čedomir Bugarski
- Milorad Karalić
- Nebojša Popović
- Slobodan Mišković (en)
- Milan Lazarević (en)
- Marijan Jakšeković
- Milan Krstić
- Petar Fajfrić (en)
- Josip Milković (hr)

Sélectionneur
- Ivan Snoj (de)

Entraîneur
- Vlado Stenzel (en)